# Valeriu Marcu
Valeriu Marcu (* 8. März 1899 in Bukarest; † 4. Juli 1942 in New York City) war ein staatenloser Schriftsteller und Historiker. Die meisten seiner Werke schrieb er in deutscher Sprache.

## Leben
Marcu entstammte einer jüdischen Familie in der Bukowina. Mit nur 16 oder 17 Jahren besuchte er Lenin in Zürich und bot ihm seine Mitarbeit an; er war damals ein überzeugter Kommunist. Seit 1920 lebte Marcu in Berlin, sein seit 1929 wiederholt gestellter Einbürgerungsantrag wurde von den preußischen Behörden abgelehnt.
1926 löste er sich vom Kommunismus und wandte sich der Konservativen Revolution zu. Ernst Jünger war begeistert von Marcus Scharnhorst-Biografie und kam mit ihm über Arnolt Bronnen in Kontakt. General von Seeckt hat sich mehrfach mit Marcu in seiner Berliner Wohnung getroffen, um über militärische Fragen zu philosophieren. Marcu schrieb für Zeitschriften, die nach 1933 von den Nationalsozialisten verboten wurden, in der Weltbühne, im Tage-Buch und in der Literarischen Welt. An Klaus Manns Die Sammlung wirkte er mit.
Marcu flüchtete vor den Nationalsozialisten in die Schweiz und nach Frankreich. 1941 gelangte er mit Hilfe des Emergency Rescue Committee (Varian Fry) in die USA. Dabei hat ihm der rumänische Konsul in Béziers einen echten rumänischen Pass ausgestellt.
In einem Brief an Gottfried Treviranus schrieb Marcu am 18. November 1938:

„Ich habe mich für die Judenfrage nie interessiert, weil sie mich nicht interessiert hat. Ich war stets der Meinung, wie ein Dichter [Heinrich Heine] es einmal schrieb, daß Judentum keine Religion, sondern ein Unglück ist. Die konsequente religiöse Fortsetzung des Judentums ist für mich der Katholizismus.“

Marcu war verheiratet mit Eva Dorothea Gerson (1908–2004). Die Tochter Tu Miki (* 1934 in Nizza) lebt in Manhattan.

## Rezeption
In seiner Autobiographie Die wenigen und die vielen. Roman einer Zeit (1959, 1991) hat Hans Sahl mit „Ignazio Morton“ wohl Valeriu Marcu gemeint.

„Wie üblich bei métèques, war Marcu ein Fanatiker der Assimilation, der im traditionellen Preußentum sein Ideal sah und die jüdische Abstammung als ein unverdientes Verhängnis betrachtete.“

## Schriften (Auswahl)

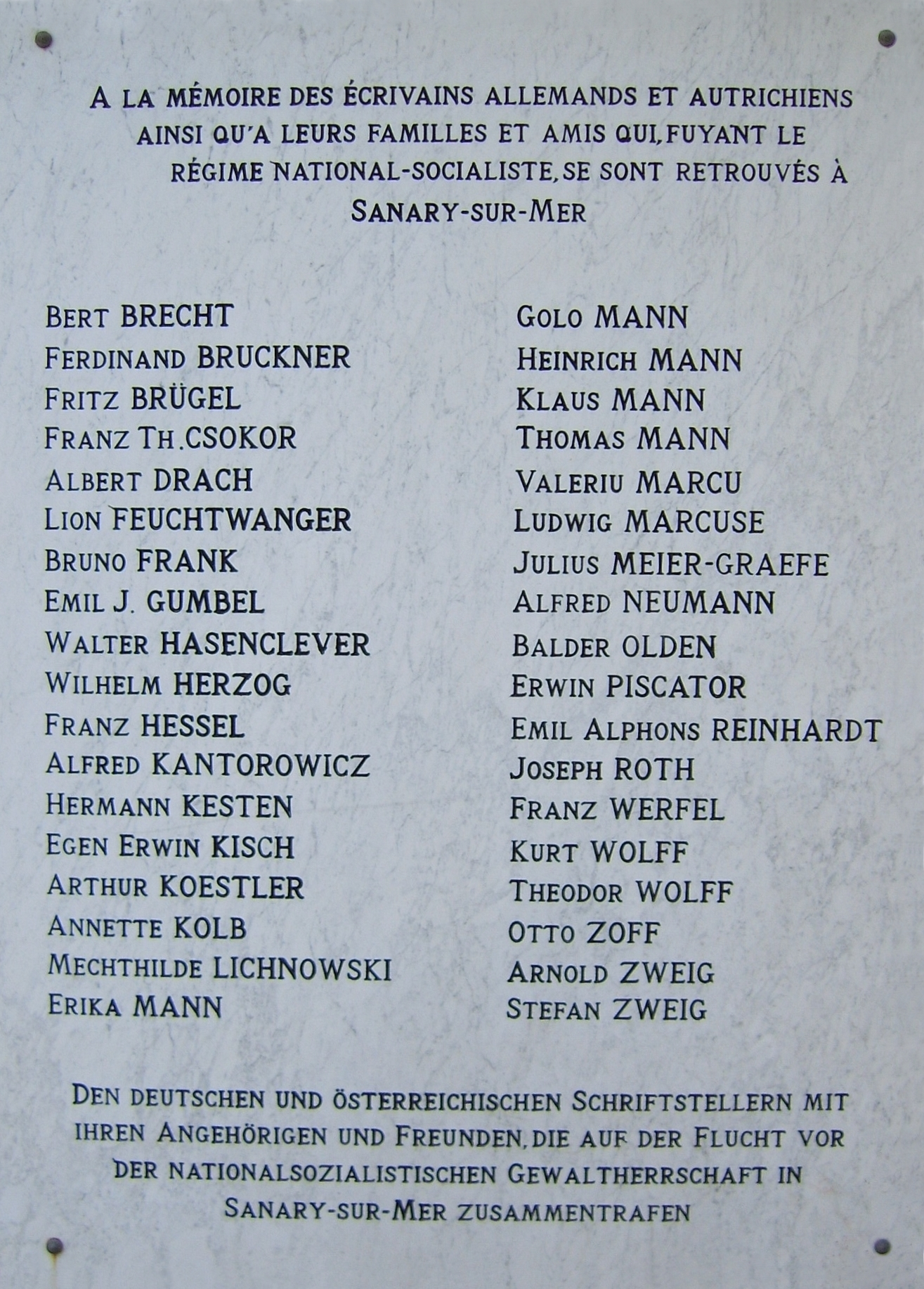
Gedenktafel für die deutschen und österreichischen Flüchtlinge in Sanary-sur-Mer, unter ihnen Valeriu Marcu

- Imperialismus und Frieden, Raubkrieg und Revolution. Unter dem Pseudonym Gracchus, Neuer Deutscher Verlag F. L. Halle & Co., Berlin 1924
- Die weiße und rote Armee. Verlag der Jugend-Internationale (St. Petersburg) 1921
- Imperialismus und Friede. Berlin 1924
- Schatten der Geschichte: 15 europäische Profile. Hoffmann und Campe, Berlin 1926
- Wilhelm Liebknecht 1823-26: März 1926. Ein Bild der Deutschen Arbeiterbewegung. Berlin 1926
- Der Rebell und die Demokratie: Zur Krise d. Sozialismus. E. LAub'sche Verlagsbuchhandlung, Berlin 1927
- Lenin, 30 Jahre Russland: Mit zahlr., teilw. unveröff. Bildern . Paul List, Leipzig 1927. Nach dem Krieg
- Das grosse Kommando Scharnhorsts. Die Geburt einer Militärmacht in Europa. Paul List, Leipzig 1928
- Die Geburt der Nationen: Von der Einheit des Glaubens zur Demokratie des Geldes. S. Fischer Verlag, Berlin 1930
- Männer und Mächte der Gegenwart. Gustaf Kiepenheuer, Berlin 1930
- Die Vertreibung der Juden aus Spanien. Querido Verlag, Amsterdam 1934,. Nach dem Krieg neu aufgelegt Matthes & Seitz, München 1991, ISBN 3-88221-795-2
- Machiavelli: Die Schule der Macht. Allert de Lange, Amsterdam 1937. Übersetzungen in verschiedenen Sprachen. Nach dem Krieg Matthes & Seitz, München 1994, ISBN 3-88221-795-2, + S. Fischer Taschenbuch 1999
- Ein Kopf ist mehr als vierhundert Kehlköpfe. Gesammelte Essays: Im 60. Todesjahr Valeriu Marcu zum Gedenken. Herausgegeben von A. Corbea-Hoișie